# 瓦朗布赖
瓦朗布赖（法語：Valambray，法語發音：[valɑ̃bʁɛ]）是法国卡尔瓦多斯省的一个市镇，属于卡昂区。该市镇于2017年由原市镇艾朗、比伊、孔特维尔、菲耶维尔-布赖和普西拉康帕涅合并而成，行政中心位于艾朗。

## 地名
该地名“Valambray”由“Val”（意为“谷”，其取自“Val-ès-Dunes”，意为“沙丘谷”）、“ambre”（意为“琥珀色”，这里指谷物的颜色）和“Bray”（来自高盧語“bracu”，意为“潮湿的地方”，此处代表耕作和草地）三个词复合而成。

## 地理
瓦朗布赖（49°6'5"N, 0°9'6"W）面积41.16 平方千米，位于法国诺曼底大区卡爾瓦多斯省，该省份为法国西北部沿海省份，北濒大西洋英吉利海峡，东北与滨海塞纳省以海上边界相接，东临厄尔省，南至奧恩省，西与芒什省接壤。
与瓦朗布赖接壤的市镇（或旧市镇、城区）包括：勒卡斯特莱、穆尔特-希什博维尔、康特卢、克莱维尔、塞尼欧维涅、梅济东瓦莱多日、孔代叙里夫、圣西尔万、勒比叙鲁夫尔、科维库尔、桑托。
瓦朗布赖的时区为UTC+01:00、UTC+02:00（夏令时）。

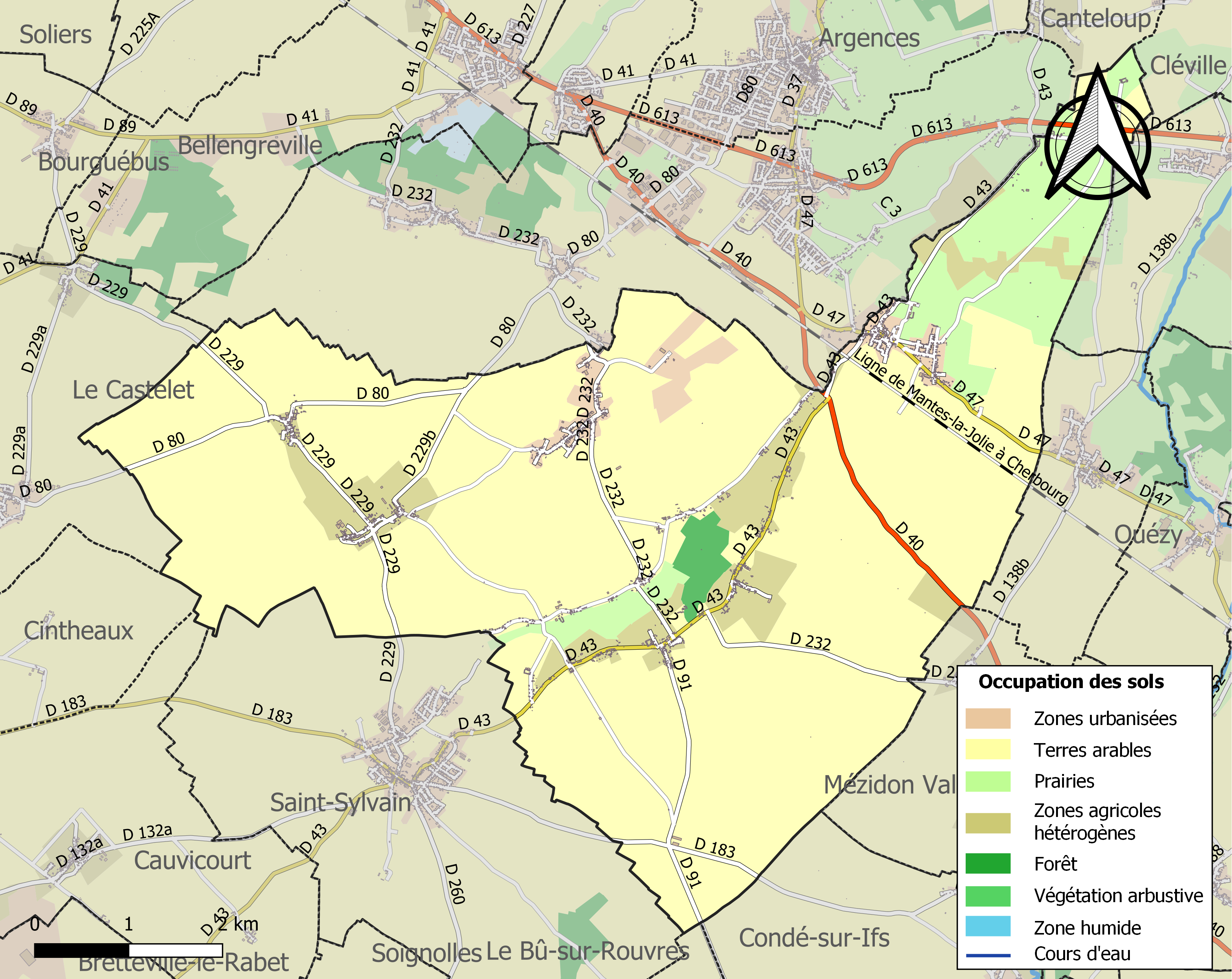
瓦朗布赖的OSM定位图

## 行政
瓦朗布赖的邮政编码为14370，INSEE市镇编码为14005。

## 政治
瓦朗布赖所属的省级选区为特罗阿恩县。

## 人口
瓦朗布赖于2022年1月1日时的人口数量为1672人。